# Iker Flores
Cet article possède des homonymes et des paronymes, voir Flores.
Flores  Galarza est un nom espagnol. Le premier nom de famille, en général paternel, est Flores ; le second, en général maternel, souvent omis, est Galarza.
Iker Flores Galarza, né le 28 juillet 1976 à Urdiain, est un coureur cycliste espagnol.

## Biographie
Iker Flores commence sa carrière professionnelle en 1999 dans l'équipe basque Euskaltel-Euskadi, dont il restera membre jusqu'en 2006. Son frère Igor y court également depuis 1996. En 2000, il signe un succès prometteur en remportant à 24 ans le Tour de l'Avenir après avoir pris la première place du classement général à David Moncoutié lors de l'avant-dernière étape. Il s'agira cependant des seules victoires de sa carrière.
En 2001, il participe au Tour de France, qu'il abandonne dès la deuxième étape.
En 2002, il prend part au Tour d'Espagne. Il attaque dans la sixième étape, passe en tête du Puerto de los Villares avant d'être repris et lâché dans la Sierra de la Pandera.
Après une cinquième place au Tour de Burgos en 2003, il se fait plus discret sur la Vuelta. Il est néanmoins plus régulier et termine à la 18e place du classement final et meilleur coureur d'Euskaltel-Euskadi sur cette épreuve.
En 2004, Iker Flores passe à plusieurs reprises près de la victoire sur les principales courses par étapes françaises. En mai au Tour du Languedoc-Roussillon, il est troisième de l'étape arrivant au sommet de la côte de la Croix-Neuve, derrière Christophe Moreau et Viatcheslav Ekimov. Il prend la même place du podium final, devancé par ces mêmes coureurs. Le mois suivant, il participe au Critérium du Dauphiné libéré où il est à nouveau troisième d'étape. Avec la victoire finale de son leader Iban Mayo, cette épreuve est l'un des principaux succès de l'histoire d'Euskaltel-Euskadi. En juillet, il prend à nouveau part au Tour de France. Échappé en fin de parcours sur la septième étape, il est battu au sprint par le jeune Filippo Pozzato.
L'année suivante, il est lanterne rouge du Tour de France, comme son frère en 2002.
À la fin de l'année 2006, il signe un contrat pour 2007 avec la nouvelle équipe Fuerteventura-Canarias. En avril, il remporte le classement des sprints du Tour du Pays basque grâce à sa présence dans le groupe d'échappés.
À la fin de 2007, à la suite du retrait du soutien financier des Îles Canaries, Iker Flores fait partie des coureurs dont le contrat n'est pas renouvelé et met fin à sa carrière.

## Palmarès
- 1993
  - Tour de Pampelune
- 1996
  - 5e étape de la Bizkaiko Bira (es)
- 2000
  - Tour de l'Avenir :
    - Classement général
    - 9e étape
- 2004
  - 3e du Tour du Languedoc-Roussillon

## Résultats sur les grands tours

### Tour de France
3 participations
- 2001 : abandon (2e étape)
- 2004 : 60e
- 2005 : 155e et lanterne rouge

### Tour d'Espagne
2 participations
- 2002 : 71e
- 2003 : 18e

### Tour d'Italie
1 participation
- 2006 : 35e